# Ulrich I. von Rapperswil
Ulrich I. von Rapperswil (OSB) (* 12. Jahrhundert; † 1206) war von 1192 bis 1206 der 14. Abt des Klosters Einsiedeln.

## Leben

Wappen der Rapperswiler

Nach dem erzwungenen Rücktritt Wernhers II. konnte der Rapperswiler Vogt scheinbar Einfluss auf die Abtswahl nehmen, da der nächste Abt aus seinem Adelsgeschlecht stammte.
Auch wenn keine negativen Berichte über die Regierungszeit Ulrichs I. existieren, musste dieser 1206 auf die Abtei verzichten. Ein genaues Todesdatum ist nicht bekannt, doch starb Ulrich I. wohl im Jahr seines Rücktrittes.